# Aerei civili abbattuti
Nella storia dell'aviazione commerciale sono numerosi gli episodi di aerei civili abbattuti, ovvero di voli di linea di compagnie aeree civili abbattuti o seriamente danneggiati, intenzionalmente o per un qualche errore, da Forze armate, da gruppi paramilitari o da organizzazioni terroristiche di diversi Paesi.
Quella che segue è una lista incompleta degli episodi che, per motivi geo-politici o per il forte impatto sull'opinione pubblica, sono risultati più significativi nella storia dell'aeronautica civile.

## Anni '40

### 1940: abbattimento dello Junkers Ju 52 OH-ALL della Aero O/Y
Kaleva OH-ALL era un aereo civile da trasporto e passeggeri Junkers Ju 52 (uno Junkers Ju 52-3/mge) operato dal vettore finlandese Aero O/Y, abbattuto da due bombardieri sovietici Ilyushin DB-3 il 14 giugno 1940, mentre in viaggio da Tallinn, in Estonia, a Helsinki, in Finlandia. Ciò si verificò durante la pace ad interim tra la Finlandia e l'Unione Sovietica, tre mesi dopo la fine della Guerra d'Inverno e un anno prima dell'inizio della Guerra di Continuazione. Pochi minuti dopo il decollo da Tallinn, Kaleva venne intercettato dai DB-3 sovietici. Gli attentatori aprirono il fuoco con le loro mitragliatrici e danneggiarono gravemente il velivolo di linea, facendolo inabissar a pochi chilometri a nord est del faro di Keri. Tutti i sette passeggeri e due membri dell'equipaggio a bordo morirono.

## Anni '50

### 1954: abbattimento del Douglas DC-4 di Cathay Pacific
VR-HEU, un Douglas DC-4 operato da Cathay Pacific Airways in rotta da Bangkok a Hong Kong il 23 luglio 1954, fu abbattuto dai caccia Lavochkin La-11 dell'Esercito Popolare di Liberazione al largo della costa di Hainan; 10 dei 19 a bordo morirono.

### 1955: volo El Al 402
Il volo El Al 402, operato dalla compagnia di bandiera israeliana El Al con un quadrimotore Lockheed Constellation, era un volo di linea internazionale previsto da Vienna a Tel Aviv via Istanbul effettuato il 27 luglio 1955 e che, sconfinato nello spazio aereo bulgaro, fu abbattuto da due aerei da caccia MiG-15 bulgari nei pressi di Petrič in Bulgaria. Nessun sopravvissuto tra i 51 passeggeri, né tra i 7 membri dell'equipaggio. Fu uno dei molti episodi che caratterizzarono l'epoca della guerra fredda in Europa.

## Anni '60

### 1961: incidente del Douglas DC-6 dell'ONU
Un Douglas DC-6 delle Nazioni Unite che trasportava il Segretario generale delle Nazioni Unite Dag Hammarskjöld e altri 15 venne abbattuto nella Rhodesia settentrionale, ora Zambia, mentre Hammarskjöld era in viaggio per negoziare un cessate il fuoco durante la crisi del Congo. L'incidente è stato ufficialmente attribuito a un errore del pilota, ma le prove rilasciate nel 2014 suggerivano che l'aereo potrebbe essere stato invece abbattuto da un pilota mercenario belga.

### 1962: volo Aeroflot 902
Il volo Aeroflot 902 era un volo Tupolev Tu-104 operante un servizio interno di linea da Khabarovsk a Mosca. Il 30 giugno 1962, il suo relitto fu trovato 28 km a est dell'aeroporto di Krasnoyarsk, in un terreno pianeggiante. Non c'erano sopravvissuti. Un foro di ingresso, con segni di danni da incendio sul lato cabina della fusoliera, era coerente con quello che poteva essere causato da un missile antiaereo, e c'era una conferma non ufficiale che un missile era andato fuori rotta durante un'esercitazione nella zona.

## Anni '70

### 1973: volo Libyan Arab Airlines 114
Il volo Libyan Arab Airlines 114 era un collegamento di linea internazionale fra gli aeroporti di Bengasi, in Libia, e di Il Cairo, in Egitto. Il 21 febbraio 1973 il volo era operato da un Boeing 727-224 con a bordo 104 passeggeri e 9 membri dell'equipaggio francesi che, dopo avere perso la rotta sul deserto del Sinai, venne intercettato da due caccia Phantom dell'Aeronautica Militare israeliana e abbattuto a circa 20 chilometri dal Canale di Suez in quella parte del Sinai occupata da Israele nel 1967 con la Guerra dei sei giorni. Il velivolo si distrusse al suolo dopo avere provato un atterraggio di fortuna provocando la morte di 100 passeggeri e 8 componenti dell'equipaggio.

### 1975: volo Malév 240
Il volo Malév 240 era un servizio regolare dall'aeroporto Internazionale Ferihegy di Budapest, in Ungheria, all'aeroporto Internazionale di Beirut, in Libano. Il 30 settembre 1975, l'aereo operante sulla rotta, un Tupolev Tu-154 della Malév Hungarian Airlines, si schiantò nel Mar Mediterraneo appena al largo delle coste del Libano durante l'avvicinamento. Nessuna indagine ufficiale venne stata condotta sull'incidente dalle autorità ungheresi. L'aereo sarebbe stato abbattuto, probabilmente a causa del suo presunto coinvolgimento nella guerra civile libanese.

### 1978: volo Korean Air Lines 902
Il volo Korean Air Lines 902 (KAL902, KE902) era un Boeing 707 abbattuto dai caccia Sukhoi Su-15 dell'Aeronautica sovietica il 20 aprile 1978, vicino a Murmansk, in Unione Sovietica, dopo aver violato lo spazio aereo sovietico e non aver risposto agli intercettori. Due passeggeri morirono nell'incidente. 107 passeggeri e membri dell'equipaggio sopravvissero dopo un atterraggio di emergenza su un lago ghiacciato.

### 1978: volo Air Rhodesia 825
Il volo Air Rhodesia 825 era un volo di linea tra Kariba e Salisbury, in Rhodesia (ora Harare, Zimbabwe), che fu abbattuto il 3 settembre 1978 dai guerriglieri dell'Esercito popolare rivoluzionario dello Zimbabwe (ZIPRA) utilizzando un missile Strela 2. Diciotto dei 56 passeggeri del Vickers Viscount sopravvissero allo schianto, ma 10 di loro furono massacrati dai guerriglieri giunti sul luogo dello schianto.

### 1979: volo Air Rhodesia 827
Il volo Air Rhodesia 827 era un volo di linea tra Kariba e Salisbury che fu abbattuto il 12 febbraio 1979 dai guerriglieri dello ZIPRA, che utilizzarono un missile Strela 2 in circostanze simili al volo RH825 cinque mesi prima. Nessuno dei 59 a bordo del Vickers Viscount sopravvisse.

## Anni '80

### 1980: volo Itavia 870

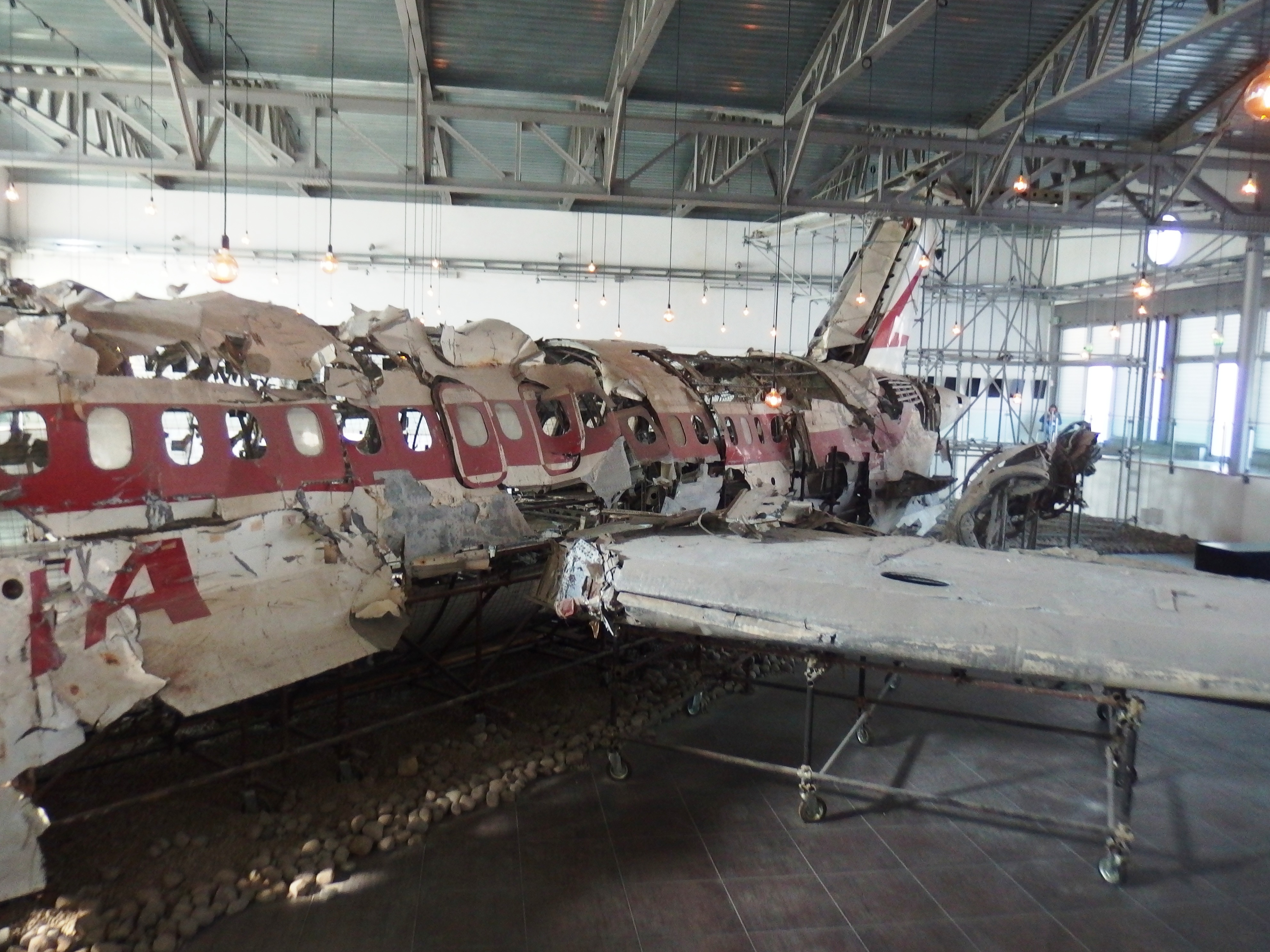
Ricostruzione del volo Itavia 870.

Il 27 giugno 1980, un Douglas DC-9-15 della Itavia si schiantò in mare vicino all'isola di Ustica sul Mar Tirreno, mentre era in rotta da Bologna a Palermo, in Italia. Tutte le 81 persone a bordo rimasero uccise. La causa è stata oggetto di una controversia decennale. I processi penali per depistaggio e alto tradimento si sono tutti conclusi con ampie assoluzioni, dimostrando l'infondatezza del teorema della battaglia aerea. Nonostante sia l'ipotesi caldeggiata dai media, non esistono prove oggettive che l'aereo sia stato abbattuto con una azione esterna. Il collegio peritale d'ufficio concluse, invece, che la caduta fu causata da un ordigno collocato a bordo, nella zona della toilette.

### 1983: volo Korean Air Lines 007
Il volo Korean Air Lines 007, noto anche come KAL 007 o KE007, era un Boeing 747 abbattuto da un intercettore Su-15TM dell'aeronautica sovietica il 1º settembre 1983, vicino all'isola di Moneron, a ovest dell'isola di Sakhalin. I 269 occupanti, compreso il membro del Congresso statunitense Larry McDonald, erano a bordo dei KAL 007; non ci furono sopravvissuti. Un'indagine ufficiale concluse che la deviazione di rotta e l'invasione nello spazio aereo sovietico era probabilmente causata da un errore del pilota nella configurazione del sistema di navigazione.

### 1985: Polar 3
Il 24 febbraio 1985, il Polar 3, un Dornier Do 228 dell'Istituto Alfred Wegener per la ricerca marina e polare, fu abbattuto dai guerriglieri del fronte Polisario mentre si trovava sopra il Sahara occidentale. Tutti e tre i membri dell'equipaggio morirono. Il Polar 3 stava tornando dall'Antartide ed era decollato a Dakar, in Senegal, per raggiungere Arrecife, Isole Canarie.

### 1985: abbattimento dell'Antonov An-26 di Bakhtar Afghan Airlines
Il 4 settembre 1985 (durante la guerra sovietico-afghana), un Antonov An-26 della Bakhtar Afghan Airlines (registrato YA-BAM) fu abbattuto da un missile terra-aria nei pressi di Kandahar, in Afghanistan. L'aereo trasportava 47 passeggeri e 5 membri dell'equipaggio e operava un volo di linea da Kandahar a Farah. Non ci furono sopravvissuti.

### 1988: volo Iran Air 655
Il volo Iran Air 655 (IR 655) era un volo di linea della Iran Air, che il 3 luglio 1988 venne abbattuto da un missile statunitense mentre sorvolava lo Stretto di Hormuz. L'aereo, un Airbus A300B2-203, in volo da Teheran a Dubai, venne colpito da un missile terra-aria lanciato dall'incrociatore USS Vincennes (CG-49) della US Navy, che ne causò la distruzione e l'uccisione di tutti i 290 passeggeri, compresi 66 bambini.

## Anni '90

### 1993: abbattimenti di Sukhumi
Nel settembre 1993, due aerei di linea appartenenti a Transair Georgia e un terzo a Orbi Georgia furono abbattuti da missili e armi da fuoco a Sukhumi, in Georgia. Il primo, un Tupolev Tu-134, fu abbattuto il 21 settembre 1993 da un missile durante l'avvicinamento. Il secondo, un Tupolev Tu-154, fu abbattuto il giorno dopo anch'esso durante l'avvicinamento. Un terzo venne bombardato e distrutto a terra, mentre i passeggeri salivano a bordo.

### 1994: attentato all'aereo presidenziale ruandese
L'attentato all'aereo presidenziale ruandese del 6 aprile 1994 in Ruanda indica l'assassinio di Juvénal Habyarimana, presidente del Ruanda, e Cyprien Ntaryamira, presidente del Burundi, perpetrato sopra l'aeroporto di Kigali da un missile contro l'aereo presidenziale ruandese. Questo attacco provocò la morte di tutte le persone che si trovavano nell'aereo presidenziale prestato dalla Francia. Questo evento fu la prima fase di un colpo di Stato che scatenò il massacro dei sostenitori degli accordi di Arusha, il genocidio del Ruanda, uno degli eventi più sanguinosi del tardo XX secolo, e la ripresa della guerra civile.

### 1998: volo Lionair 602
Il 29 settembre 1998, il volo Lionair 602, operato da un Antonov An-24RV, precipitò in mare al largo della costa nord-occidentale dello Sri Lanka. L'aereo era partito dalla base aerea di Jaffna-Palaly diretto a Colombo ed era scomparso dagli schermi radar solo dopo che il pilota aveva riportato una depressurizzazione. I rapporti iniziali indicavano che l'aereo era stato abbattuto dai ribelli della Liberation Tigers of Tamil Eelam. Tutti i sette membri dell'equipaggio e 48 passeggeri morirono.

## Anni 2000

### 2001: abbattimento del Cessna A185F in Perù
Il 20 aprile 2001, un idrovolante Cessna A185E registrato OB-1408 venne abbattuto da un aereo d'attacco peruviano Cessna A-37B Dragonfly oltre il confine della provincia di Mariscal Ramón Castilla del Perù. Due passeggeri su quattro a bordo rimasero uccisi, la missionaria cristiana statunitense Roni Bowers e la figlia piccola Charity, mentre il pilota Kevin Donaldson fu gravemente ferito. L'incidente avvenne durante l'Air Bridge Denial Program, quando un aereo di sorveglianza della CIA aveva identificato erroneamente l'idrovolante come coinvolto nel traffico di droga e aveva allertato l'aviazione peruviana, provocando il suo abbattimento. Un anno dopo, il governo degli Stati Uniti pagò un risarcimento di 8 milioni di dollari alla famiglia Bowers e al pilota.

### 2001: volo Siberia Airlines 1812
Il 4 novembre 2001, il volo Siberia Airlines 1812 era un volo operato dalla Siberia Airlines (oggi S7 Airlines) con un Tupolev Tu-154 che scomparve dai radar vicino alla città russa di Soči, sul mar Nero. 66 passeggeri e 12 membri dell'equipaggio rimasero uccisi. La commissione d'indagine appurò che l'aereo era stato abbattuto per errore da un missile antiaereo S-200 ucraino partito durante un'esercitazione.

### 2003: volo DHL OO-DLL
Il 22 novembre 2003 alle ore 09:00 locali, a Baghdad, in Iraq, un Airbus A300 della compagnia aerea cargo European Air Transport (DHL) in fase di decollo dall'aeroporto internazionale di Bagdad venne colpito da un missile terra-aria che danneggiò la semiala sinistra, costringendo il suo equipaggio ad un atterraggio di emergenza. Il danno sull'ala, dovuto anche ad un incendio del combustibile contenuto nel serbatoio integrato, causò una perdita di pressione in tutti e tre i sistemi idraulici presenti sull'aereo, impossibilitando i piloti ad agire sui controlli essenziali di volo, quali il timone ed i flap. Governando l'aereo variando la potenza dei motori, l'equipaggio riuscì ad atterrare dopo 16 minuti senza conseguenze per la propria incolumità.

### 2007: incidente dell'Antonov An-26 di AerianTur-M
Il 9 gennaio 2007, un Antonov An-26 si schiantò mentre tentava di atterrare alla Balad Air Base a Balad, in Iraq, che a quel tempo era gestita dall'aeronautica degli Stati Uniti. Nell'incidente morirono 34 persone delle 35 a bordo. I funzionari riferirono che l'incidente era stato causato da cattive condizioni meteorologiche, ma altre fonti affermavano che si trattava di una copertura e che l'aereo era stato invece abbattuto da un missile.

### 2007: abbattimento dell'Ilyushin Il-76 di TransAVIAexport
Il 23 marzo 2007, un Ilyushin Il-76 della TransAVIAexport Airlines si schiantò nella periferia di Mogadiscio, in Somalia. Testimoni, tra cui un giornalista di Shabelle, affermarono di aver visto un missile colpire l'aereo e la Bielorussia avviò un'indagine antiterrorismo; la Somalia insistette che il velivolo non era stato abbattuto.

## Anni 2010

### 2014: volo Malaysia Airlines 17
Il 17 luglio 2014, il volo Malaysia Airlines 17 (MH17/MAS17) era un volo di linea operato dalla Malaysia Airlines in servizio fra Amsterdam, Paesi Bassi, e Kuala Lumpur, Malaysia, che venne abbattuto da un missile terra-aria Buk, un sistema in quel momento impiegato sia nelle forze armate russe che in quelle ucraine, mentre sorvolava la zona orientale dell'Ucraina. Tutti i 283 passeggeri e i 15 membri dell'equipaggio rimasero uccisi nell'incidente. Le investigazioni ufficiali condotte dal governo olandese conclusero che l'aereo fu abbattuto da un missile lanciato da un territorio controllato dalle forze separatiste filo-russe. Il volo, operato con un Boeing 777-200ER, cessò i contatti con gli enti del controllo del traffico aereo a circa 50 km dal confine tra Ucraina e Russia e precipitò in prossimità dei villaggi di Hrabove, Rozsypne e Petropavlivka nell'Oblast' di Donec'k, in Ucraina, in territorio a quel tempo controllato da separatisti filo-russi durante la guerra dell'Ucraina orientale. Si tratta del settimo incidente aereo per numero di vittime, nonché del terzo incidente a coinvolgere un Boeing 777.

## Anni 2020

### 2020: volo Ukraine International Airlines 752
L'8 gennaio 2020, un Boeing 737-800 della Ukraine International Airlines che effettuava servizio tra Teheran (Iran) e Kiev (Ucraina) precipitò pochi minuti dopo il decollo dall'aeroporto Internazionale di Teheran-Imam Khomeini, provocando la morte di tutti i 176 a bordo, fra cui 9 componenti l'equipaggio. L'abbattimento venne confermato dalle autorità del governo iraniano che ammisero che due missili iraniani, presumibilmente SA-15 di fabbricazione russa, avevano colpito il velivolo per errore. L'incidente avvenne durante le gravi tensioni seguite all'uccisione da parte statunitense del generale iraniano Qasem Soleimani a Baghdad il 3 gennaio 2020.

### 2020: abbattimento dell'EMB 120 di East African Express
Il 4 maggio 2020, un Embraer EMB-120RT Brasilia che trasportava forniture mediche fu abbattuto a cannonate durante l'avvicinamento a Bardale, in Somalia. Tutte le sei persone a bordo rimasero uccise. L'aereo era partito da Mogadiscio ed era atterrato a Baidoa prima di procedere per Bardale. A bordo c'erano il comandante, il copilota, l'ingegnere di volo, un pilota in formazione e due persone che lavoravano per la compagnia aerea. Le truppe etiopi erano di stanza sia a Baidoa che a Bardale come parte dell'Africa Union Mission in Somalia (AMISOM). In un comunicato, l'AMISOM riferì che l'aereo si stava avvicinando da ovest, mentre la normale direzione di atterraggio era da est. Apparentemente, l'aereo aveva sorvolato l'aerodromo a bassa quota durante una virata. Un testimone riferì che in quel momento c'erano animali sulla o vicino alla pista, quindi il velivolo non aveva potuto atterrare durante il primo avvicinamento. I soldati etiopi credevano che fosse un aereo suicida che cercava di trovare un bersaglio nel campo base. Venne quindi abbattuto da un cannone antiaereo ZSU-23-4 Shilka.

### 2024: abbattimento dell'EMB 190 della Azerbaijan Airlines
Il 25 dicembre 2024 un Embraer 190 della compagnia Azerbaijan Airlines marche 4K-AZ65, operante il volo di linea J28243 sulla tratta Baku-Grozny, si è schiantato al suolo durante un tentativo di atterraggio di emergenza nei pressi dell'aeroporto kazako di Aktau. Sul volo erano presenti 69 passeggeri dei quali 32 sono sopravvissuti. Secondo una prima conclusione degli esperti delle agenzie occidentali di sicurezza aerea, un’ora e venti minuti prima di precipitare in Kazakistan, il volo Azerbaijan Airlines sarebbe stato accidentalmente colpito in Cecenia — lontana 440 chilometri — dai pezzi di un missile terra-aria russo esploso a poca distanza, mentre erano in corso intercettazioni di droni offensivi ucraini da parte dei sistemi di difesa russi. Alcune foto mostrano che la deriva è stata bucata da diversi proiettili di artiglieria antiaerea. Fonti interne alla casa produttrice dell’aereo fanno filtrare che l’incidente non è da attribuire a malfunzionamenti o errore umano, e nemmeno al «bird strike» (l’impatto con gli uccelli) menzionato dall’agenzia russa Tass, ma a un «external malicious act», un atto doloso esterno.  Il capo dell'agenzia per l'aviazione civile russa Dmitry Yadrov ha dichiarato che alcuni droni d'attacco ucraini stavano attaccando la città di Grozny mentre l'aereo della Azerbaijan Airlines, precipitato in Kazakistan, stava tentando di atterrare all'aeroporto di Grozny. "I droni ucraini stavano portando avanti attacchi terroristici contro infrastrutture civili... in quel momento", ha detto Dmitry Yadrov su Telegram, aggiungendo che l'aereo ha fatto due tentativi di atterraggio prima di virare verso il Kazakistan.
Il 28 dicembre 2024 il Presidente russo Vladimir Putin ha affermato, durante una conversazione con il Presidente dell'Azerbaijian Ilham Aliyev, che, mentre l'Embraer 190 dell'Azerbaijian Airlines stava per atterrare, i droni ucraini stavano attaccando Grozny e le difese aeree russe erano state attivate per respingere quegli attacchi. È quanto scrive la Tass citando fonti del Cremlino. "L'aereo di linea azero ha tentato più volte di atterrare all'aeroporto di Grozny - ha aggiunto Putin secondo quanto riferito dalle agenzie ufficiali russe-.
Allo stesso tempo, Grozny, Mozdok e Vladikavkaz venivano attaccate da droni da combattimento ucraini e le difese aeree russe sono entrate in azione per respingere questi attacchi". Il presidente russo non ha tuttavia indicato se l'aereo sia stato colpito o meno dal sistema di difesa russo.
Il Presidente Putin ha comunque chiesto scusa per il "tragico incidente" occorso ad un aereo passeggeri dell'Azerbaijian Airlines schiantatosi in Kazakistan mentre era in viaggio verso la capitale cecena Grozny, incidente accaduto "nello spazio aereo russo". Il presidente russo ha poi esteso le sue condoglianze alle famiglie delle vittime dell'incidente aereo.